# Anthelephila uhmanni
Anthelephila uhmanni is een keversoort uit de familie snoerhalskevers (Anthicidae). De wetenschappelijke naam van de soort is voor het eerst geldig gepubliceerd in 2000 door Kejval.